# Плансон, Антон Карлович
Антон Карлович Плансон (имя при рождении Антуан Карл Плансон де Риньи; 16 сентября 1790 (в некоторых источниках ошибочно 1780 и 1791), Париж — 26 июля 1873 (в ЭСБЕ ошибочно 1839), Смоленск) — российский филолог, научный писатель
 и преподаватель французского происхождения.
В 1810 году окончил Парижский Университет, после чего поступил на военную службу гвардейские драгуны, в 1812 году был произведён в офицеры и 22-го октября вступил в пределы России; в Гродненской губернии он со своим отрядом подвергся нападению казаков, был ранен пулей в ногу; поселившись у помещика Кретовича, провёл в его семье около 5 лет и женился на дочери Кретовича — Гонорате. Поселившись затем в Белостоке, он 1 сентября 1817 года стал учителем французского языка в Белостокской гимназии, в 1821 году перешел в Гродненскую, а в 1825 году в Виленскую гимназию; с 18 февраля 1830 года был по представлению Виленского Университета назначен учителем французской словесности в бывший Волынский лицей (в Кременце), а 21 июля 1833 года был переведён в Киев, где совместно с директором училищ и двумя преподавателями был занят составлением проекта разделения на классы частных женских пансионов в Киеве и учебных программ. 31 января 1834 года был назначен лектором французского языка в Университет св. Владимира в Киеве, давая уроки и в 1-й Киевской гимназии (в 1834—1839 годах); 28 апреля 1839 года перешёл на ту же должность в Харьковский Университет. 
В 1846 году получил чин коллежского советника, 2 ноября 1847 года вышел в отставку, после чего переехал на родину жены, в Слонимский уезд, а в 1862 году — в Смоленск, возле которого сын его купил себе имение. Скончался и был похоронен в Смоленске.
При чтении лекции придерживался руководства Жангене с дополнениями из Баранта и Лагарпа; в практических занятиях и в исторических чтениях обращал особенное внимание на эпистолярный род, был любителем риторических упражнений и псевдоклассических преданий. 
В 1825 году в Вильне издал французскую грамматику на польском языке и хрестоматию на французском языке («Gramatica francuzka» и «Manuel élémentaire de lecture adapté à la Grammaire Française pour les polonais»), причём оба этих учебника по распоряжению попечителя были введены в употребление по училищам Виленского учебного Округа; кроме того, напечатал несколько сочинений по римской литературе и нумизматике, которой увлекался, оставив после смерти богатую коллекцию монет.